# Laura Rizzotto
Laura Rizzotto (Rio de Janeiro, 18 juli 1994) is een Lets-Braziliaanse zangeres.

## Biografie
Rizzotto werd in 1994 geboren in Rio de Janeiro geboren uit een Braziliaanse vader en een Letse moeder. Op elfjarige leeftijd verhuisde ze met haar familie naar de Verenigde Staten. In 2009 begon ze haar muzikale carrière. Begin 2018 nam ze deel aan Supernova, de Letse preselectie voor het Eurovisiesongfestival. Met het nummer Funny girl haalde ze de finale, die ze ook wist te winnen. Hierdoor mocht ze Letland vertegenwoordigen op het Eurovisiesongfestival 2018, dat gehouden werd in de Portugese hoofdstad Lissabon. Daar bleef ze steken in de halve finale.